# 6601 Schmeer
6601 Schmeer è un asteroide della fascia principale. Scoperto nel 1988, presenta un'orbita caratterizzata da un semiasse maggiore pari a 2,3719246 UA e da un'eccentricità di 0,2370482, inclinata di 2,26165° rispetto all'eclittica.